# Angeliera psamathus
Angeliera psamathus är en kräftdjursart som beskrevs av Brian Frederick Kensley 1984. Angeliera psamathus ingår i släktet Angeliera och familjen Microparasellidae. Inga underarter finns listade i Catalogue of Life.